# NGC 259
NGC 259 es una galaxia espiral (Sbc) localizada en la dirección de la constelación de Cetus. Posee una declinación de -02° 46' 33" y una ascensión recta de 0 horas, 48 minutos y 03,2 segundos.
La galaxia NGC 259 fue descubierta el 13 de diciembre de 1786 por William Herschel.